# Porecatu (tiểu vùng)
Porecatu là một tiểu vùng thuộc bang Paraná, Brasil. Tiều vùng này có diện tích 2369 km², dân số năm 2007 là 83244 người.